# Morindeae
Morindeae es una tribu de plantas perteneciente a la familia Rubiaceae.

## Géneros
Según NCBI
- Appunia - Coelospermum - Damnacanthus - Gynochthodes - Lucinaea - Mitchella - Morinda - Pogonolobus - Prismatomeris - Sarcopygme[1]